# Christiaan de Wet

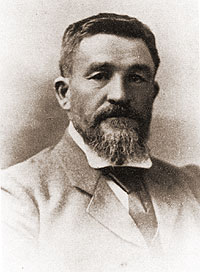
Christiaan de Wet.

Christiaan Rudolf de Wet, född 7 oktober 1854 i Smithfield i nuvarande Fristatsprovinsen, död 3 februari 1922 i Dewetsdorp i Fristatsprovinsen, var en general i boernas armé.
Christian de Wet var farmare och anmälde sig till boernas armé år 1899 och hade efter ett år avancerat till general. Han tog initiativet till gerillakriget mot britterna i mars 1900. I en räd mot garnisonen i Sanna's Post togs över 400 brittiska soldater tillfånga.
Brittiska trupper försökte ta de Wet tillfånga, men han lyckades hela tiden undkomma. Dock lyckades han inte föra striderna till Kapprovinsen. Vid slaget vid Groenkop år 1901 segrade de Wet, men han lade ner vapnen året därpå. Han kom dock att deltaga i Maritzupproret år 1914.